# ブレーカーズ (テレビアニメ)
『ブレーカーズ』は、2020年1月7日から5月26日までNHK Eテレで毎週火曜日18:45 - 18:54に放送されていた日本のテレビアニメ作品。

## 概要
2020年の東京パラリンピック開催を控え『天才てれびくんYOU』ではパラスポーツをテーマにした特集や関連番組を繰り返し放送してきた。本作はその一環として「天てれアニメ枠」でパラスポーツを描くものである。
1つのパラスポーツにつき、1話9分で4話完結のストーリーを構成。「車いすバスケットボール編」「パラ陸上・走り高跳び編」「ゴールボール編」「パラ水泳編」の4シリーズ全16回。

## キャスト
- 成田練：三木眞一郎
- タマ：玉川砂記子
- ナレーション：三宅健太

### 車いすバスケットボール編
- 海：岡田結実
- 駿：ランズベリー・アーサー
- 陽子：柚木涼香
- 隼人：福山潤
- 優希：水野麻里絵
- 監督、実況：堀総士郎
- 相手チーム伊藤、審判：宮城一貴
- 成田伸、相手チーム選手：岡野友佑
- 成田健：三宅健太
- 鳥海連志（出演）

### パラ陸上・走り高跳び編
- 勝：小関裕太
- 愛：木戸衣吹
- 勝の母：幸田夏穂
- 勝の父、理学療法士：坪井智浩
- 医師：堀総士郎
- 井上：桑田直樹
- おばあさん：佐野愛
- 鈴木徹（出演）

### ゴールボール編
- エミ：上田麗奈
- マリ：伊達朱里紗
- 京子：吉岡茉祐
- 審判：堀総士郎
- 相手チーム選手：瀬戸ひかり、高木美佑、柴田芽衣
- 勝田：出川哲朗
- 欠端瑛子（出演）

### パラ水泳編
- 拓：永塚拓馬
- 智：加藤渉
- コーチ：ふかわりょう
- クラブメイト、客室乗務員：久遠エリサ
- クラブメイト：竹内恵美子
- アナウンス：堀総士郎
- 実況：酒巻光宏
- 山田拓朗（出演）

## スタッフ
- 監督 - 西川将貴（第1 - 8話）、松川朋弘（第9 - 12話）、渡邉祐記（第13 - 16話）
- 脚本 - 熊本浩武
- 音楽 - BugLug
- キャラクターデザイン - アルバクロウ・ラボ、寺尾憲治（第9 - 12話）
- 作画監督 - 西川将貴（第1 - 5話）、菅原美由紀（第6話）、池津寿恵（第7・8話）、寺尾憲治（第9 - 12話）、渡邉祐記（第13 - 16話）
- 美術監督 - 荒井和浩（第1 - 8話）、根本洋行（第9 - 12話）、権瓶岳斗（第13 - 16話）
- 撮影監督 - 林幸司（第1 - 8・13 - 16話）、村上優作（第9 - 12話）
- 取材協力 - 鳥海連志、日本車いすバスケットボール連盟、パラ神奈川スポーツクラブ（第1 - 4話）、鈴木徹、臼井二美男（第5 - 8話）、欠端瑛子、日本ゴールボール協会（第9 - 12話）、山田拓朗、NTTドコモ、日本身体障がい者水泳連盟（第13 - 16話）
- アニメーションプロデューサー - 稲垣亮祐
- プロデューサー - 袴田悦子
- 制作統括 - 黒田健一、坂田淳
- アニメーション制作 - アルバクロウ（第1 - 5・13 - 14・16話）、ブレイズスタジオ（第6 - 8話）、ランチ・BOX（第9 - 12話）、キャンディーボックス（第15話）
- 制作協力 - ディレクションズ
- 制作 - NHKエンタープライズ
- 製作・著作 - NHK

## 各話リスト
| 話数 | サブタイトル                    | 脚本     | 監督     | 作画監督   | 初放送日      |
| ---- | ------------------------------- | -------- | -------- | ---------- | ------------- |
| 1    | 車いすバスケットボール編（1）   | 熊本浩武 | 西川将貴 | 西川将貴   | 2020年 1月7日 |
| 2    | 車いすバスケットボール編（2）   | 熊本浩武 | 西川将貴 | 西川将貴   | 1月14日       |
| 3    | 車いすバスケットボール編（3）   | 熊本浩武 | 西川将貴 | 西川将貴   | 1月21日       |
| 4    | 車いすバスケットボール編（4）   | 熊本浩武 | 西川将貴 | 西川将貴   | 1月28日       |
| 5    | パラ陸上競技・走り高跳び編（1） | 熊本浩武 | 西川将貴 | 西川将貴   | 2月4日        |
| 6    | パラ陸上競技・走り高跳び編（2） | 熊本浩武 | 西川将貴 | 菅原美由紀 | 2月11日       |
| 7    | パラ陸上競技・走り高跳び編（3） | 熊本浩武 | 西川将貴 | 池津寿恵   | 2月18日       |
| 8    | パラ陸上競技・走り高跳び編（4） | 熊本浩武 | 西川将貴 | 池津寿恵   | 2月25日       |
| 9    | ゴールボール編（1）             | 熊本浩武 | 松川朋弘 | 寺尾憲治   | 4月7日        |
| 10   | ゴールボール編（2）             | 熊本浩武 | 松川朋弘 | 寺尾憲治   | 4月14日       |
| 11   | ゴールボール編（3）             | 熊本浩武 | 松川朋弘 | 寺尾憲治   | 4月21日       |
| 12   | ゴールボール編（4）             | 熊本浩武 | 松川朋弘 | 寺尾憲治   | 4月28日       |
| 13   | パラ水泳編（1）                 | 熊本浩武 | 渡邉祐記 | 渡邉祐記   | 5月5日        |
| 14   | パラ水泳編（2）                 | 熊本浩武 | 渡邉祐記 | 渡邉祐記   | 5月12日       |
| 15   | パラ水泳編（3）                 | 熊本浩武 | 渡邉祐記 | 渡邉祐記   | 5月19日       |
| 16   | パラ水泳編（4）                 | 熊本浩武 | 渡邉祐記 | 渡邉祐記   | 5月26日       |
| 17   | 車いすバスケットボール 総集編   | 熊本浩武 | 西川将貴 | 西川将貴   | 6月2日        |
| 18   | パラ陸上競技 走り高跳び 総集編  | 熊本浩武 | 西川将貴 |            | 6月9日        |
| 19   | ゴールボール 総集編             | 熊本浩武 | 松川朋弘 | 寺尾憲治   | 6月16日       |
| 20   | パラ水泳 総集編                 | 熊本浩武 | 渡邉祐記 | 渡邉祐記   | 6月23日       |

## テーマ曲
「SUPER HERO」
BugLugによるテーマ曲。作詞・作曲は一聖、編曲はBugLug。